# Nadine Bellaigue
Nadine Bellaigue (* 1926 in Paris) ist eine französische Schauspielerin.
Bellaigue besuchte nach dem Zweiten Weltkrieg das „Jeune Théâtre du Séminaire des Arts“, wo sie ihren späteren Mann, den Schriftsteller und Drehbuchautor Jean Raine kennenlernte, den sie im Folgejahr heiratete. Die Ehe hielt bis 1951; die beiden haben einen gemeinsamen Sohn. 1946 spielte sie in Brüssel die „Esther“ in „Victor ou les Enfants au Pouvoir“ (Victor oder Die Kinder an der Macht) unter der Regie von Michel de Ré; am Théâtre Montparnasse war sie im gleichen Jahr in Die Liebe zu den drei Orangen zu sehen. Zwischen 1949 und 1961 trat Bellaigue in einer Handvoll Filmen als Schauspielerin auf; 1951 spielte sie im experimentellen, von der Künstlergruppe CoBrA geschaffenen 21-minütigen Film, einem „dramatischen Gedicht“, Perséphone von Luc de Heusch die Titelrolle. Ein bekanntes Porträt schuf 1948 der Künstlerfreund Pierre Alechinsky.

## Filmografie (Auswahl)
- 1949: Eine Heilige unter Sünderinnen (Au royaume des cieux)
- 1951: Chefarzt Dr. Delius (Un grand patron)
- 1952: Le plus heureux des hommes
- 1954: Rasputin (Raspoutine)
- 1961: Dynamit Jack (Dynamite Jack)